# Transvaalbuurt
Een Transvaalbuurt of Afrikaanderbuurt is een woonwijk, een buurt of een deel daarvan in een stad of dorp. De naam Transvaalbuurt verwijst veelal naar de namen van straten en pleinen die ontleend zijn aan (geografische) begrippen uit de vroegere republieken Transvaal en Oranje Vrijstaat in het huidige Zuid-Afrika. Na de Tweede Boerenoorlog, die door de Engelsen werd gewonnen na toepassing van de tactiek van de verschroeide aarde, vernoemden veel Nederlandse steden en dorpen straten naar namen van personen en andere begrippen uit de Transvaal, omdat de Nederlandse bevolking hun Afrikaner-stamverwanten als helden zag. De blanke inwoners van Transvaal zijn Afrikaners of Boeren, welke vooral van Nederlandse afkomst zijn.

## Vernoemingen
Dit overzicht is mogelijk incompleet; u kunt helpen door het uit te breiden.
In Transvaalbuurten kunnen er straten genoemd zijn naar de volgende aardrijkskundige namen en personen uit de Zuid-Afrikaansche Republiek en de Oranje Vrijstaat:
- Afrikaner - afstammeling van Nederlandse kolonisten
- Bloemfontein - hoofdstad Oranje Vrijstaat
- Christiaan Frederik Beyers (1869-1914) - generaal
- Louis Botha (1862-1919) - generaal en staatsman
- Johannes Henricus Brand (1823-1888) - president Oranje Vrijstaat
- Schalk Willem Burger (1852-1918) - generaal en waarnemend president Transvaal
- Sarel Cilliers (1801-1871) - leider Grote Trek
- Piet Cronjé (1836-1911) - generaal
- Colenso - overwinning in de Tweede Boerenoorlog
- Herman Coster (1865-1899) - advocaat en soldaat
- Abraham Fischer (1850-1913) - staatsman
- Stoffel Froneman (1846-1813) - generaal
- Graskop - plaats in Transvaal
- Heilbron - plaats in de Oranje Vrijstaat
- James Barry Munnik Hertzog (1866-1942) - generaal en staatsman
- Jan Hendrik Hofmeyr (1845-1909)  - Kaaps-Afrikaans staatsman, voorvechter voor de Nederlandse taal
- Ingogo - overwinning in de Eerste Boerenoorlog
- Petrus Jacobus Joubert (1834-1900) - opperbevelhebber Boeren
- Jan Kemp (1872-1946) - generaal
- Kraaipan - overwinning in de Tweede Boerenoorlog
- Pieter Hendrik Kritzinger (1870-1930) - generaal
- Paul Kruger (1825-1904) - president Transvaal
- Laingsnek, ook wel Langenek - overwinning in de Eerste Boerenoorlog
- Majuba - overwinning in de Eerste Boerenoorlog
- Gerrit Maritz (1797-1838) - leider Grote Trek
- Morgenzon - plaats in Transvaal
- Oranje Vrijstaat - Boerenrepubliek
- Paardeberg - overwinning in de Tweede Boerenoorlog
- Paardekraal - plaats in Transvaal
- Andries Pretorius (1799-1853) - Voortrekker en naamgever van Pretoria
- Pieter Retief (1788-1838) - leider Grote Trek
- Jacobus Herculaas de la Rey (1847-1914) - generaal
- Gideon Scheepers (1878-1902) - commandant
- Nicolaas Jacobus Smit (1837-1896) - generaal Eerste Boerenoorlog
- Jan Christian Smuts (1870-1950) - generaal en staatsman
- Spionkop - overwinning in de Tweede Boerenoorlog
- Spitskop - overwinning in de Eerste Boerenoorlog
- Marthinus Theunis Steyn (1857-1916) - president Oranje Vrijstaat
- Danie Theron (1872-1900) - legeraanvoerder
- Transvaal - Boerenrepubliek
- Tugela - rivier
- Tweebosch - overwinning in de Tweede Boerenoorlog
- Vaalrivier - rivier tussen de Oranje Vrijstaat en Transvaal
- Ben Viljoen (1868-1917) - generaal
- Cornelius Hermanus Wessels - voorzitter van de volksraad van de Oranje Vrijstaat
- Christiaan de Wet (1854-1922) - generaal
- Witbank - plaats in Transvaal
- Andries Daniël Wynand Wolmarans (1857-1928) - staatsman

In sommige steden zijn enkele straten tijdens de apartheid hernoemd naar enkele anti-apartheidsstrijders. Zoals in Amsterdam, waar het Pretoriusplein hernoemd is naar het Steve Bikoplein. Straten en pleinen, vernoemd naar anti-apartheidsstrijders, liggen echter meestal niet in de onderstaande wijken, maar in nieuwere wijken en buurten. Andere veel voorkomende namen zijn die van Nelson Mandela en Albert Luthuli.

## Transvaalbuurten in Nederland
- Transvaalbuurt in Amsterdam
- Transvaalbuurt in Arnhem
- Transvaalwijk in Baarn
- Transvaalkwartier in Den Haag
- Transvaalbuurt in Dordrecht
- Transvaalwijk in Haarlem
- Transvaalwijk in Leeuwarden
- Transvaalbuurt in Leiden
- Transvaalbuurt in Nijmegen
- Transvaalbuurt in Vaassen
- Transvaalbuurt in Vlaardingen
- Transvaalbuurt in Zaandam

## Afrikaanderbuurten in Nederland
- Afrikaanderbuurt in Hengelo
- Afrikaanderwijk in Rotterdam